# Canillas de Albaida
Canillas de Albaida es un municipio español, perteneciente a la provincia de Málaga, en la comunidad autónoma de Andalucía.
Limita al norte con el municipio de Alhama de Granada (provincia de Granada), al este y sureste con el municipio de Cómpeta, al sur con el municipio de Árchez, al suroeste con los municipios de Arenas y Sayalonga, al oeste con el municipio de Salares.
Cuenta con una población de 799 habitantes (INE 2024).

## Geografía

### Ubicación y dimensiones
El municipio de Canillas de Albaida ubicado en la comunidad autónoma de Andalucía y más precisamente en la provincia de Málaga, pertenece también a la comarca de La Axarquía y al partido judicial de Torrox. Tiene como vecinos siete municipios limítrofes  de los cuales cuatro comparten con él una frontera significativa de varios kilómetros: son Árchez  al sur, Cómpeta al este - pueblos realmente próximos, alejados solamente de Canillas por unos dos kilómetros cada uno - Salares al oeste y Alhama de Granada al norte. Tres municipios más tienen con Canillas un límite reducido, de unos centenares de metros: Sayalonga y Arenas al sur, Sedella (100 metros de vecindad en el corazón de la sierra) al noroeste. Hay que subrayar que el municipio de Alhama de Granada atañe a la provincia de Granada mientras que los otros seis están ubicados en la misma provincia y comarca que Canillas (pero no en el mismo partido judicial, Arenas, Salares y Sayalonga conciernen al partido judicial de Vélez-Málaga).
La superficie del término municipal de Canillas de Albaida es de 33,2 km² es decir que se sitúa en la media dimensional de los municipios de la comarca. La forma general del territorio canillero es la de un paralelogramo aproximado modificado por dos apéndices que sobresalen al sur rodeando y 
dominando el término de Árchez. 
De esta manera el perímetro del territorio municipal es de 34,8 km y las distancias interiores máximas son de 9,5 km del norte al sur y de 6,5 km del este al oeste (en la parte septentrional).
El término municipal de Canillas está dividido en cuatro polígonos catastrales de dimensión muy diferente.
El núcleo urbano está ubicado en las laderas de las sierras de Tejeda y Almijara a 576 metros de altitud, y todo su término municipal está incluido en el parque natural Sierras de Tejeda, Almijara y Alhama.
El municipio dista unos 54 kilómetros de Málaga capital, enclavado en la comarca de la Axarquía, dentro de la Ruta del Sol y del Vino, así como de los "Pueblos Blancos de la Costa del Sol". La localidad se caracteriza por su apretado casco urbano, de calles estrechas, sinuosas y empinadas, y casas encaladas. Tiene una superficie de 33 km².
El espacio municipal de Canillas esta enteramente incluido en la vertiente sur del gran arco montañoso de la Sierras Tejeda y Almijara. El punto más alto de la sierra dentro del territorio de Canillas es la cumbre del cerro Albucaz que alcanza 1 756 m., siendo el segundo el cerro de Santiago con 1 645 m. de altura. Más al este la loma se inclina dejasndo pasajes hacia la vertiente norte en Granada como el Collado de los Carneros  (1 501 m.) o el Puerto de Cómpeta (1 404 m.). Las laderas de la sierra disecadas por la erosión fluvial reúnen barrancos encajados y crestas escarpadas, estribaciones salpicadas de peñascos. El cauce de los ríos y arroyos se enmarca profundamente en el relieve de tal manera que se encuentran las pendientes más fuertes en las márgenes de los interfluvios a veces verdaderos acantilados casi verticales. 

### Relieve y estructura
Si puede considerarse que este conjunto montañoso coincide con los límites del Parque Nacional resulta que ocupa la mayor parte del territorio municipal cubriendo un área de aproximadamente 27 km² es decir los 8/10 del total. Dentro de esta sección del municipio el desnivel es de más de 1100 m en 4,5 km la pendiente media de 25 %. 
La parte meridional del término municipal de Canillas fuera de la zona de montaña, el "Canillas útil" desde el punto de vista de las posibilidades agrícolas,  se limita finalmente a una porción reducida del espacio total. Aquí las pendientes son más suaves aunque los accidentados del relieve no sean ausentes pudiéndose calificar el paisaje como de media montaña; por ejemplo el apéndice de Canillas que sobresale entre Árchez y Salares incluye una loma -el Guzmán- que asciende a 778 m, mientras que el fondo del lecho del río cercano está a una altitud de solamente 450 m. Al pie de esta colina, se encuentra un paso que comunica la cuenca del río de la Llanada dentro de la cual se ubica la casi totalidad del territorio canillero con un espacio muy limitado del dicho territorio donde fluyen arroyos tributarios del Río Rubite. 
Las Sierras Tejeda, Almijara en las cuales está comprendido el territorio de Canillas de Albaida son incluidas en el conjunto montañoso vasto de la Sierra Bética  y de esta manera dentro del ámbito geológico sedimentario predimominante que le da su unidad. De eso resulta que las pendientes meridionales de la Sierra Tejeda son ordenadas en terrenos como las calizas, las margas y los esquistos unos de la época paleozoica en el centro del territorio, otros del triásico en las.cumbres donde el plegado lo se más manifestó. El triásico reaparece también bajo la forma de gneises y arcillas en una parte más deprimida al sur de la  montaña donde los ríos han explotado una de las numerosas fallas de la región para trazar allí su curso; así se puede comprender la orientación este-oeste del Arroyo de la Cueva de Aznate y de una parte del curso del Río de la Llanada río arriba del pueblo.
Las extensiones más meridionales del municipio en un relieve menos accidentado y separados del resto por fallas muestran  gneises y esquistos, localmente mármoles (siendo el cerro Gúzman un inselberg, relieve residual en esta roca dura).

### Sistema hidrográfico
La red hidrográfica de Canillas de Albaida está constituida esencialmente por el Río Turvilla (que se va llamar río abajo Río de la Llanada, Río Algarrobo) que nace en el corazón de la Sierra Tejeda y que atraviesa el territorio municipal en 6,5 km fluyendo primero del norte al sur y luego del este al oeste antes de repetir finalmente su dirección inicial  a partir del  pueblo.  Un poco antes del mismo pueblo el Río recibe en su orilla derecha su principal afluente el Río Cájula o Cájules nacido también al pie de  las cumbres de la Sierra bajo el nombre de Arroyo de Ciquillas y fluyendo a lo largo de su curso del norte al sur en  un poco más de 5 km. Los dos ríos confluyen bajo el casco urbano en el paraje llamado el Molino.
Cada uno de estos dos principales cursos de agua  recibe como tributarios varios pequeños arroyos; tratandose del Río Turvilla son, en su orilla de izquierda,  el Arroyo de la Cueva de Melero, cuyo afluente es el muy corto Arroyo Camacho, y más río abajo del Arroyo de la Cueva de Aznate beneficiando  él mismo de la contribución del Arroyo de Umbral y del Arroyo de Roque cursos de agua  que explotarón un campo de fallas para fluir de este a oeste. Por su parte el Cájula tiene como afluentes el Arroyo del Conejo en su ribera oriental, el Arroyo de Lachina,  el de la Minilla y el de Melencia en su ribera opuesta.
El Río Turvilla cuenta con la aportación fuera de Canillas de otros varios arroyitos que nacen en el  territorio canillero  como el Arroyo del Zurrón  o que lo cruzan llegando de Cómpeta como los arroyos de las Jurisdicciones (llamado así porque sirve de límite entre ambos municipios), él de la Fuente y él del Atajo que alcanzan el Río dentro del término de Árchez.
Hay que añadir finalmente que dos pequeñas partes del municipio escapan excepcionalmente a la cuenca del Río Turvilla: el Arroyo de la Pastoras   dispuesto a convertirse más abajo en el Río Tozones pertenece a la cuenca del Río Vélez por medio del Río Rubite. En el extremo suroeste del término municipal fluye en un kilómetro el pequeño Río Seco sirviendo de límite entre Canillas y Árchez y después Sayalonga, siendo reforzado en su orilla derecha este río por el minúsculo arroyo Campillos. Por último en un rincón noreste del territorio municipal discurre en unos centenares de metros el Arroyo Juan Rojo perteneciendo a la cuenca del Río Torrox.

### Cubierta vegetal
Como la topografía y la naturaleza geológica de este espacio lo deja suponer  existen contrastes  considerables de vegetación y de usos del suelo dentro del perímetro del municipio. Si las condiciones climáticas y la naturaleza geológica  dejan desnudas las cumbres más altas de la montañauna buena parte del espinazo de la sierra y de las faldas superiores están cubiertas de un bosque alto   en el cual predominan los pinares conjuntamente a frondosas principalmente en las zonas del Puerto de Cómpeta, del Collado de los Carneros y de la cuenca de recepción de los principales ríos. En la parta alta bajo el cerro más elevado existe une extensión importante de tejos (de ahí la denominación de la Sierra Tejeda). En un lugar más restringido está representado también el pino pinsapo. Las superficies  forestales cubren en resumen aproximadamente 6,5 hectáreas, a saber el 20 % del municipio. El resto del territorio municipal incluido en el  parque está cubierto en los intervalos de los espacios arbolados por bosque bajo y matorrales.La superficie ocupada por la vegetación espontánea es tal, que sólo un espacio limitado es dedicado a la agricultura; se encuentra esencialmente al sur del municipio

### Vías de comunicación. Relaciones con el medio ambientegeográfico
Sin ser exactamente enclavado el territorio de Canillas de Albaida se encuentra al margen de las vías principales de comunicación. Los solos caminos clasificados son la carretera autonómica 7206 que une el pueblo a Cómpeta en 3 km y un tramo de 1,5  km de la carretera provincial 4108, de Árchez a Salares, que atraviesa el territorio municipal al suroeste. Todas la demás vías asfaltadas son caminos municipales. Uno de ellos, el más concurrido, lleva desde Canillas al pueblo cercano de Árchez en 1 km.; otro une el pueblo de Canillas al puerto de los Carboneros y a la aldea de Fogarate. El lugar recreativo llamado la Fábrica es unido al pueblo por un camino que sigue el curso del Río de la Llanada y otro presta servicio a la Cantera de piedras situada en el mismo valle. Además varias pistas de tierra surcan la parte montañosa del municipio conduciendo a fincas y cortijos aislados.
Existe una jerarquía dentro de los pueblos y ciudades que desempeñan une influencia en  Canillas: Lo más inmediato es el papel de Cómpeta, pueblo de casi 4 000 habitantes centro comercial y lugar turístico muy cercano atractivo por su oferta mercantil principalmente. Desde este punto de vista la capital de la comarca, Vélez-Málaga ubicadada a sólo  25 km, ofrece posibilades superiores y finalmente Málaga la capital provincial  supera las influencias precedientes por sus funciones administrativas, comerciales y culturales.

### Historia demográfica
La historia demográfica del municipio pasó desde veinte años por dos fases diferentes y de duración desigual. Durante más de quince años la población del municipio disparó prácticamente pasando de 659 habitantes en 1996 a 979 en 2013 a un ritmo anual espectacular de casi 3  %. En cambio los tres años más recientes han experimentado una bajada asombrosa del número de habitantes que disminuyó de dos cientos individuos hasta el nivel de 801 personas viviendo actualmente (2021) en el municipio. Para explicar este cambio de tendencia hay que tomar en consideración los acontecimientos políticos y sociales perturbadores que afectaron los países del norte de Europa de donde provenía la mayor parte de los residentes extranjeros del municipio. El reflujo implicó a 200 personas y se efectuó a un ritmo de 7 % al año.
Aspecto característico del paisaje humano de los países del Mediterráneo el núcleo central, el mismo pueblo, acapara la mayor parte de la población del municipio: en el caso de Canillas 584 personas residen allí - 75 % del total - y sólo 189 en lugares diseminados. Sin embargo, los parajes poblados (y también los lugares denominados aunque sin habitantes) son numerosos.

### Agricultura
Tradicionalmente la zona a la cual pertenece Canillas era, en relación sobre todo con la topografía y las posibilidades pedologicas, un área de policultura. 	Aunque una evolución se haya producido en relación con las nuevas formas de demanda predominan todavía en la agricultura local los cultivos de secano característicos de este tipo de valorización de los suelos; así, sobre los casi 500 hectáreas de la superficie agrícola útil del municipio el  cultivo del olivar cubre 249 hectáreas es decir la mitad del total dirigido esencialmente a la producción de aceitunas de aceite. A esto se añade el cultivo más localizado de la vid, del almendro, del níspero  y del naranjo. Por lo demás las culturas de regadío (sobre todo el aguacate) representan solamente 38 ha y los cultivos herbáceos (la patata) 47.
Los cuatro polïgonos catastrales se diferencian por la ocupación del suelo. El primero y el cuarto correspondent en su mayoría al espacio que ocupa el parque natural (incluyendo sin embargo parcelas privadas). Al oeste del término municipal  el segundo polígono y unos 10 % del primero son el dominio del cultivo de secano. El tercero  es el espacio privilegiado del cultivo de regadío. Ahí se .encuentran los bancales típicos de esta forma de cultura en zonas montañosas; en Canillas son regados por tres acequías que se remontan a la época árabe, la Real, la Nueva y la Novísima (o "de la hambre" así llamada en recuerdo de tiempos socialmente difíciles). Hoy en día el riego se hace por goteo.
La ganadería desempeñaba anteriormente un papel importante en la vida del campo. Un testimonio de esto está constituido por el trazado todavía visible de las vías pecuarias que atraviesan la región. y en particular el municipio en un sentido general del sur al norte conforme a la disposición del relieve y las necesidades de la transhumancia. Corresponden parcialmente a caminos actualmente abiertos al tránsito rodado. Eran principalmente cuatro: la vereda de los Eriales llegando de Arenas pasando por el casco urbano y tomando después por el interfluvio entre les ríos Turvilla y Cájula, la más larga (13 km). Otra vereda está constituida por la de Cómpeta procedente del pueblo epónimo y que discurre por la divisoria entre Cómpeta  y Canillas finalizando en el mojón trifinio de estos con Alhama de Granada (7 km). Más cortas en el término municipal de Canillas las coladas de Árchez a Salares (3,5 km) y de Corumbela (2 km) recorren la parte oeste de su territorioPor ser un pueblo.de menos de 1 000 habitantes Canillas de Albaida constituye un núcleo económico más importante que se podría suponer en relación por una parte con su papel turístico.  Así el comercio reúne en el mismo pueblo tres tiendas de comestibles,  dos bares, cuatro cafés- restaurantes, un hotel, un hotel-restaurante. Además otro hotel está ubicado por fuera de la aglomeración en el lugar llamado el Cerrillo.

### Industria. Artesanía. Comercio
Por ser un pueblo.de menos de 1 000 habitantes Canillas de Albaida constituye un núcleo económico más importante que se podría suponer en relación por una parte con su papel turístico.  Así el comercio reúne en el mismo pueblo tres tiendas de comestibles,  dos bares, cuatro cafés- restaurantes, un hotel, un hotel-restaurante. Además otro hotel está ubicado por fuera de la aglomeración en el lugar llamado el Cerrillo. Aún  podemos enumerar, también en el mismo pueblo, como tiendas, una ferretería-droguería, 
Algunos investigadores fechan en el siglo XIII las primeras noticias sobre este núcleo de población. En los archivos de Al-hawz o término de Vélez, constaba como alquería perteneciente al mismo, con el nombre de Albaida (blanca), por la abundancia de flores de este color que existían en su entorno. En 1487, tras la conquista de Vélez-Málaga por los Reyes Católicos, Canillas se suma a los requerimientos de obediencia impuestos por el rey Fernando el Católico. En el año 1569 sus vecinos, en la mayoría moriscos, se unen a los de Cómpeta y demás pueblos de la comarca rebelándose contra la opresión de Felipe II, hasta que fueron derrotados en la batalla del Peñón de Frigiliana. Tras la repoblación, en la que predominan los cristianos procedentes de puntos cercanos de la provincia así como del resto de Andalucía, Canillas de Albaida se desarrolla dedicados sus vecinos a la agricultura, destacando en el cultivo de la vid, cereales y olivar.
En la esfera de la industria y de la artesanía se encuentran una importante cantera de piedra ubicada en el valle del Río Turvilla en un poco más de 2 km del pueblo; una empresa de obras públicas, otra de excavaciones, un instalador de aire acondicionado y frío industrial, un carpintero-metálico, un fontanero y dos talleres de mecánica.
Por último, el dominio de los servicios es ilustrado por una farmacia, una sucursal bancaria, 2 empresas de transporte en taxi , una empresa de alquiler de caballos para el paseo y una peluquería.

### Demografía
Cuenta con una población de 799 habitantes (INE 2024).
| Gráfica de evolución demográfica de Canillas de Albaida entre 1842 y 2021                                                                                                   |
| |
| Población de derecho según los censos de población del INE. Población de hecho según los censos de población del INE.En este Censo se denominaba Canillas de Albayda: 1842. |

| Nacionalidad | Hombres | Mujeres | Total | %     | Proporción |
| ------------ | ------- | ------- | ----- | ----- | ---------- |
| Española     | 264     | 258     | 522   | 65.5% |            |
| Extranjera   | 123     | 151     | 274   | 34.4% |            |

### Economía

#### Evolución de la deuda viva municipal
| Gráfica de evolución de Deuda viva del Ayuntamiento de Canillas de Albaida entre 2008 y 2019                                |
| |
| Deuda viva del Ayuntamiento de Canillas de Albaida en miles de Euros según datos del Ministerio de Hacienda y Ad. Públicas. |

## Política y administración
La administración política del municipio se realiza a través de un Ayuntamiento de gestión democrática cuyos componentes se eligen cada cuatro años por sufragio universal. El censo electoral está compuesto por todos los residentes empadronados en Canillas de Albaida mayores de 18 años y nacionales de España y de los restantes Estados miembros de la Unión Europea. Según lo dispuesto en la Ley del Régimen Electoral General, que establece el número de concejales elegibles en función de la población del municipio, la Corporación Municipal de Canillas de Albaida está formada por 7 concejales.

### Resultados de las elecciones municipales de 2023
| Candidatura     | Candidatura                              | Votos | %                               | Escaños                         |
| --------------- | ---------------------------------------- | ----- | ------------------------------- | ------------------------------- |
|                 | Partido Popular (PP)                     | 269   | 71,54                           | 6                               |
|                 | Por Mi Pueblo (PMP)                      | 66    | 17,55                           | 1                               |
|                 | Partido Socialista Obrero Español (PSOE) | 36    | 9,57                            | 0                               |
| Votos en blanco | Votos en blanco                          | 5     | 1,33                            | n/a                             |
| Votos válidos   | Votos válidos                            | 376   | 100                             | 7                               |
| Votos nulos     | Votos nulos                              | 13    | Participación: \| \| 77,18 % \| | Participación: \| \| 77,18 % \| |
| Votantes        | Votantes                                 | 389   | Participación: \| \| 77,18 % \| | Participación: \| \| 77,18 % \| |
| Electores       | Electores                                | 504   | Participación: \| \| 77,18 % \| | Participación: \| \| 77,18 % \| |
|                 | 77,18 %                                  |       |                                 |                                 |

| Periodo   | Nombre                  | Partido |
| --------- | ----------------------- | ------- |
| 1979-1983 | Leovigildo López Cerezo | UCD     |
| 1983-1987 | Leovigildo López Cerezo | CDS     |
| 1987-1991 | Leovigildo López Cerezo | PP      |
| 1991-1995 | José Martín Oñate       | PP      |
| 1995-1999 | Antonio G. Díaz Navas   | PP      |
| 1999-2003 | Antonio G. Díaz Navas   | PP      |
| 2003-2007 | Antonio G. Díaz Navas   | PP      |
| 2007-2011 | Antonio G. Díaz Navas   | PP      |
| 2011-2015 | Jorge Martín Pérez      | PP      |
| 2015-2019 | Jorge Martín Pérez      | PP      |

## Monumentos y lugares de interés

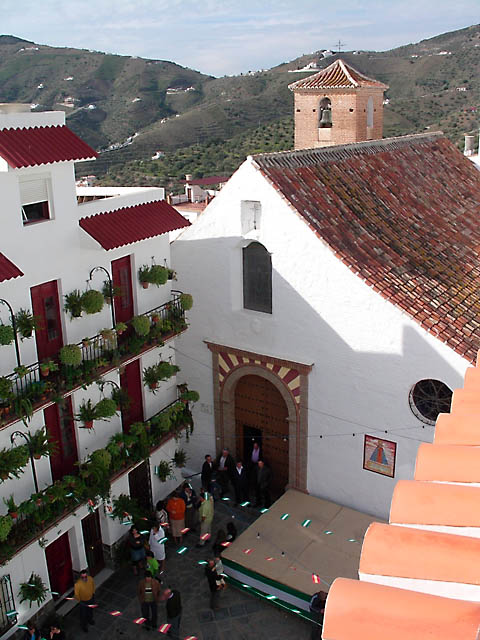
Iglesia.

- Iglesia de Nuestra Señora de la Expectación. La iglesia parroquial, sita en la plaza del pueblo, data de los siglos XVI-XVII. Es llamativo su macizo aspecto, reforzado por su torre de ladrillo y mampostería de dos cuerpos. El interior está dividido en tres naves, delimitadas por pilares que apean arcos rebajados de medio punto. En su nave central, destaca una armadura de madera. El frente del sotocoro de estilo rococó presenta una tribuna sobre tres arcos rebajados que asientan en tres columnas de módulo rarísimo.

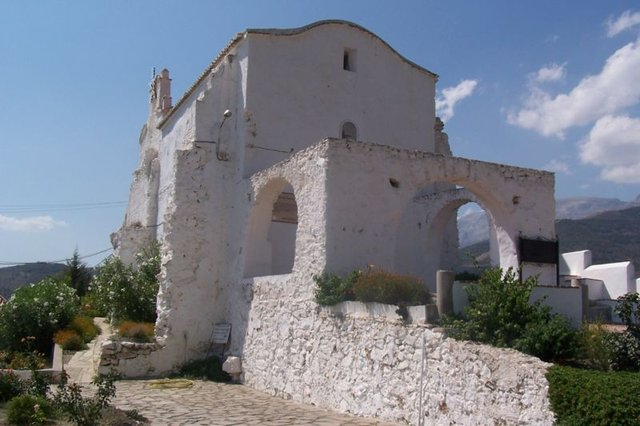
Ermita de Santa Ana.

- Ermita de Santa Ana. Edificada en el siglo XVI, con una sola bóveda de cañón y cúpula de media naranja sobre la cabecera. Así la capilla mayor cuenta con una bóveda semiesférica sobre pechinas. La ermita se apoya a sus lados en gruesos contrafuertes, y está rematada por un pivote octogonal coronado por un cono. Al exterior presenta un atrio abierto por arcos de medio punto, uno a cada frente, sobre el que se abre una sencilla hornacina.

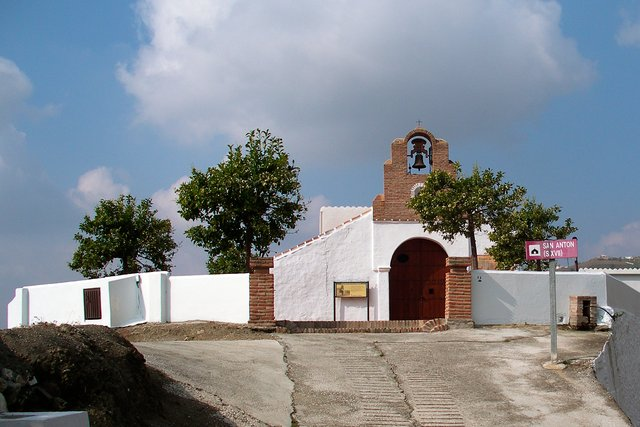
Ermita de San Antón.

- Ermita de San Antón. Data del siglo XVII. De reducidas dimensiones, su puerta de entrada es de arco de medio punto. Tiene una sola nave rectangular que se cierra en armadura de madera con tirantes de lazo. Destaca en su interior el retablo de madera policromada, de finales del siglo XVIII y estilo rococó. Su fachada está rematada por una espadaña de ladrillo visto, fruto de una restauración hecha en los últimos años del siglo XX que modificó la fisonomía luminosa y encalada de la original.  En la misma obra se urbanizó la era que había en su explanada delantera ("la era de Sanantón"), y no han quedado vestigios del primitivo uso agrario.

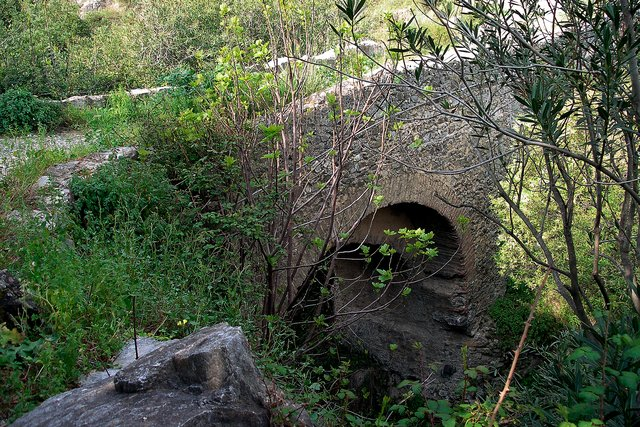
Puente Cuestas.

- Puente viejo en el Camino de las Cuestas. El Camino de las Cuestas es un camino de herradura que se remonta a la época musulmana. Salvando un estrechamiento del río Turvilla hay un pequeño puente casi oculto por la vegetación. Originalmente medieval, no queda al exterior ningún paramento de dicha época, y sus múltiples y constantes transformaciones le dan una gran fortaleza. La bóveda original de ladrillo es ahora de sillarejo. Aguas abajo el arco está resaltado por una reconstrucción que le ha dado un pequeño giro al puente, haciéndolo más vertical a la corriente y otorgándole una mayor resistencia. El paramento está confeccionado con sillares a tizón (Carlos Gozálbez Cravioto: Los puentes medievales de la Axarquia malagueña. Publicado en las Actas del IV congreso Internacional de Caminería Hispánica. T.I. Guadalajara 2001. págs. 399-412).

## Cultura

### Gastronomía
Como platos típicos de la gastronomía local sobresalen el potaje de hinojos, las migas de harina de maíz, el choto frito, las gachas, la calabaza frita y el ajoblanco. Durante la Semana Santa, son platos obligados el potaje y las tortillas de bacalao que se comen mojadas en miel de caña. De la repostería local, con sabor morisco, destacan las tortas de Pascua. Es excelente su vino moscatel, fermentado en pequeñas bodegas para consumo propio.

### Fiestas
A mitad de mes de enero se celebra el día de San Antón. En febrero se procesiona la Virgen de las Salves, que conmemora las rogativas públicas que tuvieron lugar con motivo del terremoto de 1884. El 24 de junio, festividad de San Juan, las gentes salen al campo a "sanjuanear", como así llaman a las excursiones y comidas campestres que tienen lugar ese día. Al final de la primera semana de agosto se celebra la feria en honor de la patrona, la Virgen del Rosario. Los días 7 y 8 de septiembre son las noches de "las candelarias", prendiéndose candelas a las puertas de los cortijos con motivo del final de la vendimia, en plena campaña de las pasas.

## Entorno natural
Sito en el parque natural Sierras de Tejeda, Almijara y Alhama, el municipio reúne sobresalientes atractivos naturales y medioambientales. Desde la localidad se pueden emprender numerosos excursiones. Una de las más habituales es a la Fábrica de la luz, un lugar en el que hasta la década de los 70 funcionaba una minicentral eléctrica. En la actualidad, el lugar es una adecuación recreativa, sombreada por magníficos nogales y a la que las cristalinas aguas del Río Turvilla prestan un gran encanto. Cerca de la Fábrica de la Luz están la Cueva de las Piletas y la Cueva del Quejigo.

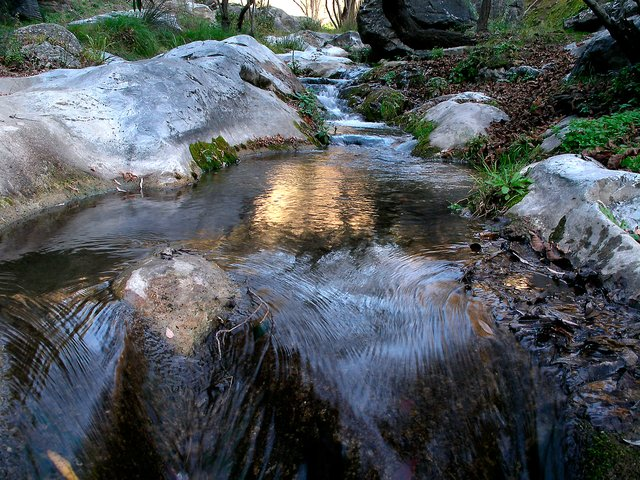
Río Turvilla.

- Otras excursiones muy asequibles son desde Santa Ana hasta Cómpeta por el Camino Alto, o la que partiendo de los Barreros lleva hasta Los Llanos y La Hoya Lavá a través del Río de la Llaná y Cuesta de los Impedíos.